# 1927 no Brasil
Esta é uma cronologia dos fatos e acontecimentos do ano de 1927 no Brasil.

## Incumbentes
- Presidente do Brasil - Washington Luís (15 de novembro de 1926 - 24 de outubro de 1930)

## Eventos
- 1 de janeiro: O Partido Comunista Brasileiro torna-se legal novamente.
- 3 de fevereiro: A Confederação Geral do Trabalho (CGT) é fundada pelo Congresso Operário Sindical no Rio de Janeiro.
- 21 de abril: Foi inaugurado o estádio Vasco da Gama, mais conhecido como São Januário, sendo até hoje o maior estádio particular do estado do Rio de Janeiro
- 7 de maio: É fundada a companhia aérea, Viação Aérea Rio-Grandense (Varig) em Porto Alegre, Rio Grande do Sul.
- 14 de julho: Júlio Prestes é empossado governador do estado de São Paulo.[1]
- 11 de agosto: O Partido Comunista Brasileiro é declarado ilegal.
- 7 de Setembro: Fundada a Universidade Federal de Minas Gerais.
- 25 de outubro: O Rio Grande do Norte torna-se o primeiro estado brasileiro a legalizar o voto feminino.
- 25 de novembro: A professora Celina Guimarães Viana, da cidade de Mossoró, RN, torna-se a primeira eleitora brasileira.
- 29 de novembro: O Conselho de Defesa Nacional é instituído pelo Decreto n° 17.999 do presidente Washington Luís.[2]

## Nascimentos
- 1 de janeiro: Antônio Carlos Pires, ator e humorista (m. 2005).
- 17 de janeiro: Francisco Egydio, cantor brasileiro (m. 2007).
- 25 de janeiro: Tom Jobim, compositor, maestro, pianista, cantor, arranjador e violonista (m.1994).
- 16 de junho: Ariano Suassuna, escritor e mestre (m. 2014).
- 13 de setembro: Laura Cardoso, atriz.
- 29 de setembro: Cid Moreira, jornalista, locutor e apresentador. (m. 2024)